# Flavor of Life
Flavor of Life è un brano musicale della cantante giapponese Utada Hikaru, pubblicato come suo diciottesimo singolo giapponese (il venticinquesimo in totale) il 28 febbraio 2007.

## Il singolo
Si tratta del primo singolo dal 2003 a superare le 200 000 copie vendute nella prima settimana, ed il primo singolo a vendere oltre due milioni di copie digitali prima dell'uscita in formato fisico, il primo singolo a rimanere in vetta alla classifica RIAJ per tre mesi consecutivi, ed il primo singolo ad essere certificato disco di platino per i soli download in Giappone. Flavor Of Life è stato quindi il singolo più scaricato in Giappone di tutti i tempi, con oltre 5 580 000 download ad aprile 2007. Il 19 luglio 2007, la EMI ha rivelato che Flavor Of Life è il singolo digitale più venduto di tutti i tempi, con oltre 7.7 milioni di download.
Esistono tre versioni di Flavor Of Life: Flavor Of Life, Flavor Of Life -Ballad Version- e Flavor Of Life -Antidote Mix- (esclusiva della versione CD). La "-Ballad Version-" di Flavor Of Life è stata arrangiata dalla stessa Utada insieme ad altri due professionisti; la versione originale è stata arrangiata da Utada, mentre la "-Antidote Mix-" è stata arrangiata da Alexis Smith, che ha fornito gli arrangiamenti per altre tracce di Ultra Blue come Keep Tryin' e This is Love.
La "-Ballad Version-" di Flavor Of Life è stata utilizzata nella colonna sonora del dorama Hana Yori Dango Returns, 2ª stagione della popolare serie con Jun Matsumoto, Mao Inoue e Shun Oguri, versione live action tratta dal manga omonimo (Hanayori Dango). All'inizio del 2006, il team di produzione del dorama ha contattato Utada per farle realizzare una image song che fosse simile a First Love. Quando il regista voleva esprimere i sentimenti esitanti della protagonista dello show, ha dichiarato che First Love è stato il primo brano a cui ha pensato, e conseguentemente ha pensato ad Utada Hikaru.

## Tracce
CD singolo
1. Flavor of Life - 4:47
2. Flavor of Life ~Ballad Version~ - 5:25
3. Flavor of Life (Original Karaoke) - 4:49
4. Flavor of Life ~Ballad Version~ (Original Karaoke) - 5:25
5. Flavor of Life -Antidote Mix- - 5:19

## Classifiche
| Classifica (2007)                                | Posizione più alta |
| ------------------------------------------------ | ------------------ |
| Oricon weekly singles                            | 1                  |
| Oricon yearly singles                            | 2                  |
| RIAJ Reco-kyō ringtones Top 100 - Ballad Version | 1                  |
| RIAJ Reco-kyō ringtones Top 100                  | 1                  |